# ガース・ハドソン
ガース・ハドソン（Garth Hudson、1937年8月2日 - 2025年1月21日）は、カナダ出身のミュージシャン。アメリカを代表するロックバンド「ザ・バンド」のメンバーとして、キーボード、シンセサイザー、アコーディオン、サクソフォーンなどを担当した。

## 来歴
オンタリオ州ロンドンで生まれ、政府の農業検査官で昆虫学者を父に持つ厳格な家庭で育った。両親とも音楽好きで、ハドソンも幼少の頃から音楽に親しんだ。少年時代には親戚の葬儀屋のオルガンで賛美歌を演奏したり、父親のオルガンを分解しては組み立てなおすなど、オルガンに興味を持っていた。また家庭教師から正式な音楽教育を受け、バッハ・モーツァルトなどのクラシック音楽にも親しみ、ショパンのピアノ曲を特に好んだ。
本来は父親と同じ道を進むつもりであったが、音楽好きが嵩じてウェスタンオンタリオ大学に入学し音楽理論と和声学を学ぶ。やがて従来の音楽に飽き足らなくなり、ラジオから流れてくるリズム・アンド・ブルースやロックンロールに興味を持つようになる。地元の小さなバンドに入って腕を磨き、1959年頃、ロニー・ホーキンスとバックバンドのホークスに出会う。
彼の豊富な音楽の知識に惚れ込んだホークスのロビー・ロバートソンやリヴォン・ヘルムの口利きで1961年、ホークスに加入する。映画『ラスト・ワルツ』でのヘルムの証言では、彼が両親に加入を反対されることを恐れたので、メンバーの音楽教師の肩書きでレッスン料をとるという約束が交わされた。ステージでは優れたオルガン演奏を行う傍ら、練習では他のメンバーに演奏技法や編曲などを教えた。初めは彼の真面目な雰囲気は周囲にとけ込めなかったが、だんだん認められバンドに無くてはならない存在となった。ヘルムは「ガースが入ってきてホークスのサウンドはロックンロール・オーケストラのようになった。サウンドがずっと豊かになったのが確実に感じられた」と証言している。リック・ダンコは「オルガンを演奏し始めると、ガースの弾く曲によって、お客は泣いたり笑ったり、シンフォニーのように曲が、色彩豊かになったね」と彼のテクニックの巧さをたたえている。本人は「俺じゃなくて、ロニー・ホーキンスの名前でお客さんが来てるんだと思ってたんだ。実は俺のほうが客寄せだったんだね。(笑）ただ座ってただけで、別に何もしてなかったのに」と述べている。
1964年、ホークスはホーキンスから独立しボブ・ディランのバックバンドになった。ハドソンの存在は大きく、ロック色を強めたディランの作品「寂しき4番街」（1965年）「スーナー・オア・レーター」（1966年）や、イギリス公演のライブ・アルバムでは彼の嵐のようなオルガンのサウンドが聞ける。
1968年、ホークスはザ・バンドとしてアルバム『ミュージック・フロム・ビッグ・ピンク』でデビュー。ハドソンの重厚にして変幻自在のオルガンはサウンドに深みを加えることとなり、多くのファンの支持を得た。「チェスト・フィーバー」の冒頭部のオルガンは彼が幼少期に親しんだ賛美歌の影響が見られる。後年、彼は「英国国教会は、僕が知っている教会の中でも、最良の音楽的伝統を有している」と語っている。
2作目の『ザ・バンド』では彼の音楽的な重要度が増した。アルバムのクレジットには、オルガン、クラビネット、ピアノ、アコーディオン、ソプラノサックス、アルトサックス、スライドトランペットを担当するとある。「ラグ・ママ・ラグ」ではラグタイム風のピアノ演奏を披露し、「ロッキン・チェア」ではアコーディオン、「クリプル・クリーク」では当時まだ新しかったクラビネットを演奏するなど多才振りを見せた。
彼のキーボードの腕前は前述の映画『ラスト・ワルツ』などの映像から伺われる。譜面はおろか盤面を見ずに両手で違った旋律を奏でている。ボーカルを担当することはなく、専らバックでキーボードを操ることに専念している。キーボード・マガジンは、彼をロック界で最もブリリアントなオルガン奏者を評している。またシンセサイザーや音楽機器を巧に操作してアルバムのサウンドを作り上げる能力にも長けていた。さらにサクソフォーンも演奏した。
デビュー当時から老成した印象を与えた。研究熱心で、ツアーやセッションで訪れた都市では必ずショップを訪問し、気に入った楽器や古い音楽の資料を探した。
ザ・バンドには1976年の解散まで在籍し、1983年にロバートソンを除くメンバーによって再編成された時にも参加した。彼が参加するかしないかで再編成が決まることになっていたという。
2001年にファースト・ソロ・アルバム『ガースの世界』（原題：The Sea To The North）を発表。
2002年、フライング・ブリトー・ブラザーズの元メンバーとブリトー・デラックスを結成。2005年まで在籍した。
妻モード・ハドソン（Maud Hudson）と演奏活動を続けて、2005年には彼女との共同名義のライヴ・アルバム『ライヴ・アット・ザ・ウルフ』を発表。さらにコンピューターによる音楽関係の事業、他のミュージシャンのセッションに参加するなど活発に活動し続けた。
2025年1月21日の朝、ニューヨーク州ウッドストックの老人ホームで死去。87歳没。最年長者だった彼の死を以って、ザ・バンドのオリジナルメンバー全員が鬼籍に入った。

## ディスコグラフィ

### スタジオ・アルバム
- Music for Our Lady Queen of the Angels[14] (1980年、Buscador Music)
- 『ガースの世界』 - The Sea to the North[10] (2001年、Breeze Hill)
- 『エンジェルズ・セレナーデ』 - Angels Serenade[15] (2008年、Music Avenue/Blues Boulevard) ※with リヴォン・ヘルム、マーク・マッコイ

### ライブ・アルバム
- 『ライヴ・アット・ザ・ウルフ』 - Live at the Wolf[12] (2005年、Make It Real) ※with モード・ハドソン
- 『ライヴ・アット・ザ・ローン・スター・カフェ 1985』 - Live At The Lonestar, NYC. 1985[16] (2018年、Floating World) ※with リック・ダンコ、リチャード・マニュエル

### 参加アルバム
- ジョン・P・ハモンド : So Many Roads (1965年)
- マディ・ウォーターズ : 『ウッドストック・アルバム』 - The Muddy Waters Woodstock Album (1975年)
- 吉田拓郎 : 『Shangre-La』 (1980年) ※サックス、アコーディオン奏者として参加
- キース・エマーソン : 『ベスト・リヴェンジ』 - Best Revenge[17] (1985年) [注釈 4]
- 佐野元春 : 『THE BARN』 (1997年) ※「7日じゃたりない」に参加